# HMS Plover (minfartyg)
HMS Plover var ett minfartyg anpassat för kustnära uppdrag som byggdes för Royal Navy i mitten av 1930-talet. Hon lade ut över 15 000 sjöminor under andra världskriget och förblev i aktiv tjänst tills hon såldes för skrotning 1969.

## Beskrivning
Plover hade ett deplacement på 818 ton vid standardlast och 1 040 ton vid fullast. Fartyget hade en total längd på 59,4 meter, en bredd på 10,3 meter och ett djupgående på 3,0 meter. Hon drevs av två vertikala trippelexpansionsångmaskiner som drev två axlar och som gav totalt 1 400 axelhästkrafter (1 000 kW) och en maxhastighet på 14,75 knop (27,32 km/h). Ångan till motorerna kom från två vattenrörspannor. Plover kunde medföra högst 118 ton brännolja. Fartygets besättning bestod av 69 officerare och värnpliktiga.
Fartyget hade ursprungligen två 7,7 mm kulsprutor, men efter krigsutbrottet lades en 76 cm kanon till aktern och en 20 mm Oerlikon automatkanon framåt. Plover var ursprungligen utrustad med utrustning för att ta upp minor, men den togs bort när andra världskriget började, vilket ökade hennes minkapacitet från 80 till 100. Någon gång under kriget fick hon en Typ 286 radar för luftmål.

## Tjänstgöring
HMS Plover godkändes av Royal Navy 25 september 1937 och togs i bruk samma dag. Hon utrustades för att både bärga och lägga ut minor. Under andra världskriget lade hon ut totalt 15 237 minor, inklusive två som sänkte den tyska jagaren Z8 Bruno Heinemann utanför den belgiska kusten i januari 1942.
Mot slutet av kriget gick den tyska ubåten U 325 på en mina som ingick i ett minfält som Plover hade lagt ut på morgonen den 30 april 1945, 17 kilometer söder om Lizard Point, och som bestod av 100 Mk XVII/XVII(8)-minor.
Fartyget behölls i tjänst efter kriget och deltog i flottans uppvisning för att fira drottning Elizabeth II:s kröning 1953. Hon såldes till Thos. W. Ward 1969. Plover anlände till deras varv i Inverkeithing, Skottland, i april 1969 där hon skrotades.